# جونكيري
جونكيري هي بحيرة متوسطة الحجم في فنلندا. إذ أنها تنتمي إلى منطقة تجمعات المياه الرئيسية فوكسي، وتقع في منطقة كاينو.
تبعد الحدود الروسية أربعة كيلومترات فقط من البحيرة. في التاريخ كانت البحيرة جزئيا روسية. الصخور الحدودية كانت قائمة على البحيرة وتدعى جونيكيرينكيفي وذلك يدل على مكان الحدود من القرن 17 على أساس معاهدة ستولبوفو.